# Сірадзе Роман Шалвович
Роман Шалвович Сірадзе (нар. 1942) — радянський грузинський футболіст, нападник.

## Життєпис
Розпочинав грати в 1959 році в дублі «Динамо» (Тбілісі). У 1961 року — в «Торпедо» (Кутаїсі), у 1962-1964 роках у чемпіонаті СРСР зіграв 67 матчів, відзначився 8 голами. Надалі грав за клуби «Локомотив» Тбілісі (1964-1965), «Динамо» Батумі (1966), «Мешахте» Ткібулі (1967, 1969-1971), «Дніпро» Кременчук (1968).